# فرودگاه ایرلیک
فرودگاه ایرلیک (به انگلیسی: Airlake Airport) یک فرودگاه همگانی بهره‌برداری هوایی است که یک باند فرود آسفالت دارد و طول باند آن ۱۲۴۹ متر است. این فرودگاه در شهر مینیاپولیس کشور ایالات متحده آمریکا قرار دارد و در ارتفاع ۲۹۳ متری از سطح دریا واقع شده‌است.